# Ronald DeVore
Ronald Alvin DeVore (Detroit, 14 de maio de 1941) é um matemático estadunidense. É professor da cátedra Walter E. Koss da Universidade do Texas A&M.

## Vida
DeVore obteve um bacharelado na Eastern Michigan University em 1964 e um Ph.D. em matemática na Universidade Estadual de Ohio em 1967, orientado por Ranko Bojanic. De 1968 a 1977 esteve na Universidade de Oakland. Em 1977 tornou-se professor da Universidade da Carolina do Sul, onde foi Robert L. Sumwalt Professor of Mathematics de 1986 a 2005. É desde 2008 Walter E. Koss Professor na Texas A&M University.
Foi palestrante plenário do Congresso Internacional de Matemáticos em Madrid (2006).
Em 2001 foi eleito membro da Academia de Artes e Ciências dos Estados Unidos, e em 2007 da Academia de Ciências da Bulgária. Em 2012 foi eleito fellow da American Mathematical Society. Em 2017 foi eleito membro da Academia Nacional de Ciências dos Estados Unidos. Foi nomeado SIAM Fellow em 2018.

## Obras
- Approximation of continuous functions by positive linear operators, Springer, Lecturenotes in Mathematics, Volume 293, 1972
- com G. G. Lorentz: Constructive Approximation, Springer, Grundlehren der Mathematischen Wissenschaften, 1993
- com R. Sharpley: Maximal Functions Measuring Smoothness, Memoirs of AMS, Volume 293, 1984
- com Arieh Iserles, Endre Süli (Eds.): Foundations of computational Mathematics, London Mathematical Society Lecturenote Series, Cambridge University Press 2001
- com Angela Kunoth (Eds.): Multiscale, nonlinear and adaptive approximation, Springer 2009